# Violeta Quesada
Pour les articles homonymes, voir Quesada.
Violeta Quesada, née le 11 juillet 1947 à Santa Clara (Cuba) et morte le 24 mars 2024 à Tampa (Floride, États-Unis), est une athlète cubaine.

## Carrière
Aux Jeux olympiques d'été de 1968 à Mexico, Violeta Quesada fait partie du relais cubain sur 4 × 100 m qui remporte l'argent, la première médaille olympique de l'athlétisme féminin de Cuba.

## Palmarès

### Jeux olympiques d'été
- Jeux olympiques d'été de 1968 à Mexico ( Mexique)
  - éliminée en série sur 100 m
  -  Médaille d'argent en relais 4 × 100 m